# Heterodera cyperi
Heterodera cyperi — вид паразитичних нематод родини гетеродерових (Heteroderidae) ряду тиленхід (Tylenchida). Ця нематода є шкідником чуфи (Cyperus esculentus), їстівної рослини родини осокових (Cyperaceae). Утворює на листі кулясті цисти. Спочатку вид був поширений лише у Північній Америці, яка є батьківщиною чуфи. Зараз паразит разом із рослиною-господарем, завдяки культивуванню, поширився у Південну Європу та Азію.